# Criminal (banda)
Criminal é uma banda chilena-britânica de death metal, com sede em Colchester (Inglaterra), formada no final de 1991 em Santiago no Chile.

## Discografia[2]
- Victimized	(1994)
- Dead Soul (1997)
- Cancer (2000)
- No Gods no Masters (2004)
- Sicario (2005)
- White Hell	(2009)